# Intonering av gitarr
Intonering av gitarr innebär att man justerar instrumentet så att tonhöjderna blir så korrekta som möjligt över hela greppbrädan. Vad som räknas som korrekt tonhöjd för varje ton beror på vilket stämsystem man använder. Idag är de allra flesta gitarrer konstruerade för att stämma enligt det nutida stämsystemet liksvävande temperatur (se vidare nedan).  Termerna intonation och intonering kan betyda olika saker i olika musikaliska sammanhang. Förutom att justera tonhöjder kan de (dock inte för gitarren) t.ex. syfta på att justera instrumentets klangfärger. Intonering av gitarr anses komplicerat på grund av instrumentets konstruktion och det är vanligt att intonationen upplevs otillfredsställande även hos annars välbyggda gitarrer. 

## Övertoner och svävningar
När vi upplever att ett stränginstrument stämmer bra eller mindre bra beror det till stor del på svävningarna som uppstår mellan strängarnas övertoner i intervall och ackord, när grundtonerna i t.ex. tersen eller treklangen klingar samtidigt. Motsvarande gäller även andra typer av musikinstrument, inklusive rösten. Intervall som upplevs rena är svävningsfria eller svävar långsamt. Intervall som upplevs orena svävar snabbt. Detta grundläggande faktum (övertonernas avgörande betydelse för hur musikaliska intervall och ackord uppfattas) diskuteras inte ofta i samband med gitarren. Däremot finns en stor mängd detaljerad information om detta i t.ex. litteraturen om pianostämning, vokalmusik och historiska stämsystem. Man kan själv göra enkla test på gitarren eller pianot för att höra övertonernas inverkan.   
Hos pianot, gitarren och många andra stränginstrument brukar övertonernas verkliga frekvenser inte överensstämma helt med de teoretiska frekvenserna. Teoretiskt så är övertonerna jämna multiplar av grundtonen. Exempelvis har de tre första övertonerna till grundtonen 110 hz (stora A) frekvenserna 220 hz, 330 hz och 440 hz. I praktiken brukar övertonerna ha något högre frekvenser än de teoretiska hos knäppta och anslagna stränginstrument. Hur mycket högre de verkliga övertonerna är jämfört med de teoretiska varierar beroende på strängtyp, instrumentets konstruktion och vilken överton i övertonsserien det gäller. Detta fenomen kallas inharmonicitet. Eftersom de verkliga övertonerna inte har exakt samma frekvenser som de teoretiska så kan man inte förutsäga hur övertonerna ska klinga tillsammans genom att enbart mäta grundtonerna. För pianot medför detta att grundtonernas frekvenser behöver stämmas tydligt annorlunda än de teoretiska för att övertonernas samspel ska bli optimalt, så att instrumentet låter välstämt. Även för gitarren påverkar strängarnas inharmonicitet intonering och stämning. Alltså är det noga räknat inte en exakt metod att enbart mäta grundtonerna med stämapparat när man intonerar eller stämmer en gitarr, oavsett hur noggrant man mäter. Eftersom problemet med inharmonicitet är relativt litet hos gitarren, så väljer många gitarrbyggare, gitarrtekniker och forskare ändå att fokusera på grundtonerna vid intonering. Eftersom inharmoniciteten hos gitarren inte är obefintlig kan man dock sannolikt förbättra en sådan intonering genom att också bedöma övertonernas samspel (svävningarna). Detta sker enklast genom att en person med tränat gehör lyssnar på ett antal testintervall och testackord. Idag finns också appar som mäter övertoner (utvecklade för pianostämning, men användbara också för gitarrintonering). Även gitarristen själv kan finjustera intonationen, dels med stämskruvarna, dels med speltekniker som tillfälligt höjer eller sänker vissa toner. 

## Liksvävande temperatur – en kompromiss
Vårt nutida stämsystem liksvävande temperatur är en kompromiss som syftar till att alla tonarter ska klinga likvärdigt. I liksvävande temperatur är oktaver, kvinter och kvarter rena eller nästan helt rena. Däremot är terser och sexter ganska rejält orena jämfört med renstämda intervall. Många andra stämsystem har använts genom musikhistorien, men idag dominerar liksvävande temperatur helt i de flesta musikgenrer. Tyvärr förstärker vanligt förekommande intonationsproblem hos gitarrer ofta den liksvävande temperaturens inbyggda problem, så att vissa intervall (t.ex. terserna som ingår i ackorden med öppna strängar i första läget) blir ännu mer orena.

## Kompensering av stallsadel och översadel, bandplacering
Korrekt bandplacering enbart räcker inte för att ge god intonation, eftersom standardmodellen för bandplacering har begränsningar. Standardmodellen har dels raka band över alla strängar, dels likformigt minskande (genom division med drygt 1,059) avstånd mellan banden längs greppbrädan. Denna standardmodell är helt dominerande i gitarrvärlden, även om andra varianter förekommer. Standardmodellen för bandplacering kompenserar inte för att de olika strängarna har olika egenskaper. Den kompenserar inte heller för att stränghöjderna och därmed strängspänningarna varierar över greppbrädan. Sadelkompensering är därför nödvändig på de allra flesta gitarrer: 
- Intonationen förbättras av att stallsadeln flyttas tillbaka några mm bort från greppbrädan och blir ännu bättre om sadeln är något snedställd, allra bäst om stallsadeln kompenseras individuellt för varje sträng[2][4][14].
- Intonationen förbättras också av att översadeln flyttas fram mot första bandet ett antal tiondels mm, dvs. avståndet från översadeln till första bandet kortas av något, t.ex. via översadel med överhäng. Effekten blir att tonen för lös sträng höjs något jämfört med tonerna på greppbrädan. Vanliga mått ligger mellan 0,3 och 1,0 mm. Mest noggrann blir intonationen om översadeln kompenseras individuellt för varje sträng.[14][23][2][3][4][5]
- Att kompensera både stallsadeln och översadeln individuellt för varje sträng ger den mest exakta intonation man kan få hos en gitarr som har vanlig greppbräda med raka band[2][3][4][5].

För maximalt exakt intonering av en gitarr behöver man använda en modell som inte har raka band över alla strängar. (Välkända exempel är True Temperament och den klassiske gitarristen Tolgahan Çoğulus justerbara greppbräda.)

## Olika uppfattningar om intonering och sadelkompensering
Hur intonering och sadelkompensering fungerar för gitarren och att kompensering av både stallsadeln och översadeln individuellt för varje sträng ger mest exakt intonation hos en gitarr med standardgreppbräda har undersökts grundligt av såväl forskare som gitarrbyggare och gitarrtekniker. Ämnet sadelkompensering får därmed anses färdigutrett. Trots detta visar diskussioner på internet ofta att kunskaperna i ämnet varierar betydligt mellan olika gitarrbyggare och gitarrtekniker.
En viktig fråga återstår: Hur noggrann sadelkompensering behövs för att ge tillräckligt god intonation för praktiskt musicerande? Hur man förhåller sig till den frågan varierar mellan olika gitarrbyggare, gitarrtekniker och musiker. Vissa anser att man behöver kompensera både översadel och stallsadel individuellt för varje sträng för att få tillräckligt god intonation. Andra anser att man kan få tillräckligt god intonation även med andra metoder.